# Johannes Grüntzig
 Johannes W. Grüntzig (* 24. Dezember 1937 in Dresden) ist ein deutscher Augenarzt.

## Leben
Er besuchte die Thomasschule zu Leipzig und lernte in Buenos Aires. Im Anschluss studierte er Ethnologie, Medizin und Tropenmedizin an der Ruprecht-Karls-Universität Heidelberg. Von 1964 bis 1965 führte er eine Feldstudie zu Indigenen in Mexiko durch.
Nach der Approbation wirkte er als Assistent am Institut für Sozialmedizin der Medizinischen Hochschule Hannover. Er war leitender Stabsarzt der Abteilung Ergonomie des Schifffahrtmedizinischen Institutes der Marine. Er drehte 1975 in Kamerun den Film Loa loa. Er forschte zu Augenkrankheiten in Burkina Faso, Guatemala, Honduras, Indien, Indonesien, Liberia, Mexiko und Thailand. Vortragsreisen führten ihn nach El Salvador, Indonesien, Kanada und in die USA. Gemeinsam mit Heinz Mehlhorn gibt er die Bücher Expeditionen ins Reich der Seuchen und Robert Koch heraus. Grüntzig ist Professor für Augenheilkunde an der Heinrich-Heine-Universität Düsseldorf. 
Er ist der Bruder von Andreas Roland Grüntzig.